# Heinz Dohr
Heinz Dohr (* 21. September 1907 in Düsseldorf; † 4. Mai 1971) war ein deutscher Politiker (FDP). Er war von 1950 bis 1954 Mitglied des Landtags von Nordrhein-Westfalen.

## Ausbildung und Beruf
Heinz Dohr besuchte das Gymnasium und machte im Jahr 1928 Abitur. Er begann zunächst ein Jura-Studium, wechselte aber nach einem Jahr zur Medizin. Während seiner Studienzeit war er von 1928 bis 1929 und 1931 Vorsitzender des Allgemeinen Studentenausschusses in Freiburg. Dohr wurde 1935 promoviert, 1938 ließ er sich als praktischer Arzt in Lippstadt nieder. Am 20. Juni 1937 beantragte er die Aufnahme in die NSDAP und wurde rückwirkend zum 1. Mai desselben Jahres aufgenommen (Mitgliedsnummer 4.679.954). Im Zweiten Weltkrieg war er von 1940 bis 1945 Kriegsteilnehmer.

## Politik
Dohr trat 1947 der FDP bei, er war einer der Mitbegründer der FDP in Lippstadt. Dohr wurde in der zweiten Wahlperiode über die Landesliste in den nordrhein-westfälischen Landtag gewählt, er war Abgeordneter vom 5. Juli 1950 bis zum 4. Juli 1954. Der Landtag wählte ihn zum Mitglied der zweiten Bundesversammlung, die 1954 Theodor Heuss als Bundespräsident wiederwählte.
Dohrs Bruder Josef war in den 1950er Jahren FDP-Landtagsabgeordneter in Rheinland-Pfalz.